# Frederik van Twickelo

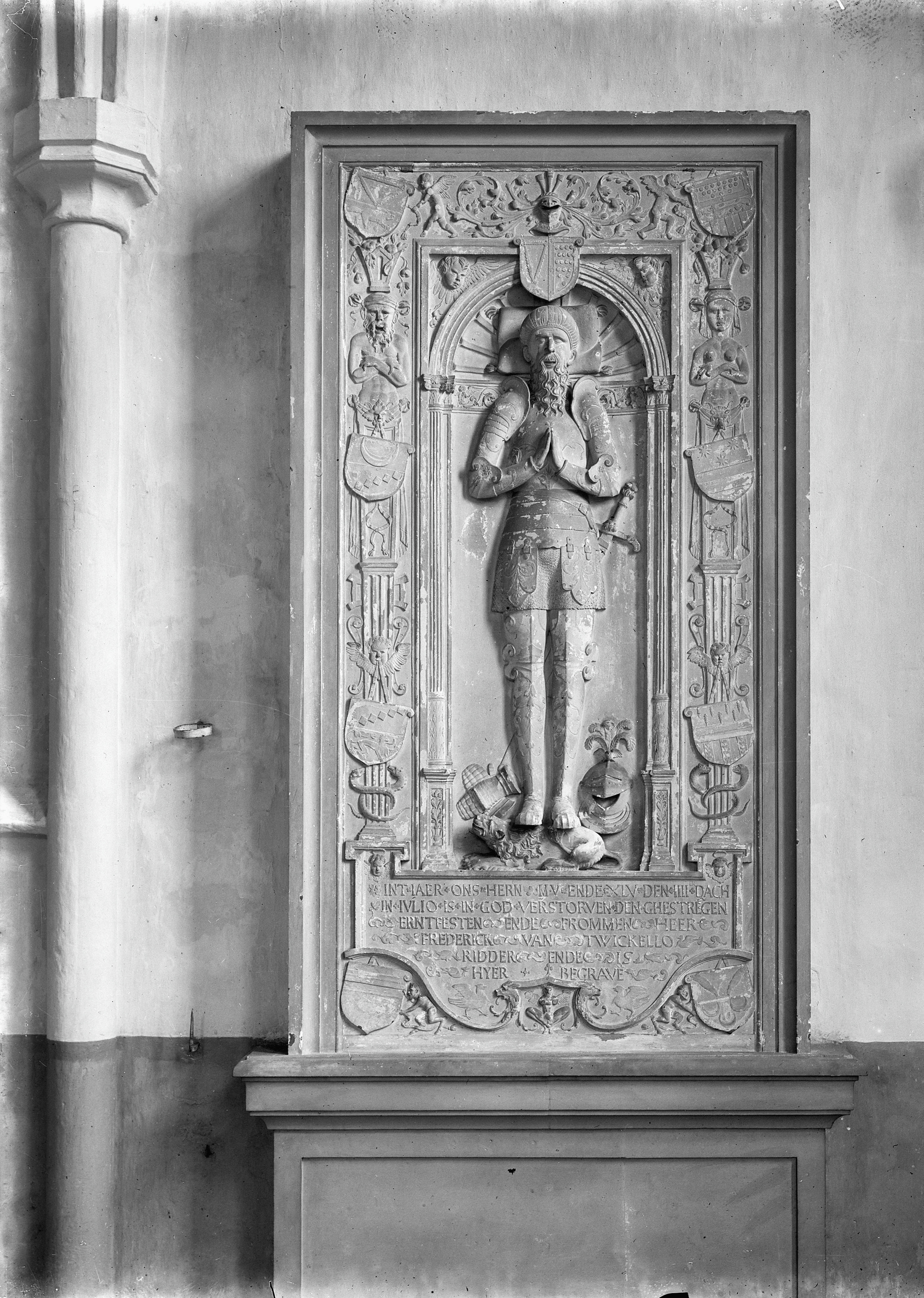
Grafsteen van Frederik van Twickelo, bewaard in de Oude Blasiuskerk in Delden, gefotografeerd in 1931
De tekst luidt: "INT IAER ONS HERN M.V^{C} ENDE XLV DEN IIII^{EN} DACH IN IULIO IS IN GOD VERSTORVEN DEN GHESTRENGEN ERNTFESTEN ENDE FROMMEN HEER FREDERICK VAN TWICKELLO RIDDER ENDE IS HYER BEGRAVE^{N}"

Frederik van Twickelo (~1480 – 4 juli 1545), zoon van Johan II van Twickelo (overleden vóór 1500) en Adriaantje van den Rutenborg. Hij erfde onder andere het goed Hof Hengelo, waaraan het markerichterschap van Woolde was verbonden, en het huis de Rutenberg in Dalfsen, beide via zijn moeder in bezit van de familie Van Twickelo gekomen. Op de Hof Hengelo liet hij vanaf 1525 het Huis Hengelo bouwen. Hij was gehuwd met Rudolfa de Vos van Steenwijk.
Hij was onder meer drost van Diepenheim en kastelein van Coevorden van 1518 tot 1522, in welk jaar hij, na de belegering van Coevorden door legerleider Johan van Selbach in opdracht van Karel van Gelre, door de Gelrenaren gevangen werd genomen. Hij kocht zich vrij voor 1200 Emder gulden. Op Huis Hengelo werd hij opgevolgd door zijn zoon Adolf van Twickelo (~1538–1591).
Frederiks broer, Johan III van Twickelo (1482–1539) erfde het Huis Twickel bij Delden.